# Altaneira
Altaneira är en kommun i Brasilien.   Den ligger i delstaten Ceará, i den östra delen av landet, 1 300 km nordost om huvudstaden Brasília. Antalet invånare är 6 851.
Omgivningarna runt Altaneira är huvudsakligen savann. Runt Altaneira är det ganska glesbefolkat, med 42 invånare per kvadratkilometer.